# Sapetnea (Olșanske), Mîkolaiiv
Sapetnea (în ucraineană Сапетня) este un sat în așezarea urbană Olșanske din raionul Mîkolaiiv, regiunea Mîkolaiiv, Ucraina.

## Demografie
Componența lingvistică a localității Sapetnea
     Ucraineană (85,68%)
     Rusă (13,47%)
     Alte limbi (0,63%)
Conform recensământului din 2001, majoritatea populației localității Sapetnea era vorbitoare de ucraineană (85,68%), existând în minoritate și vorbitori de rusă (13,47%).